# Большая Невка
Больша́я Не́вка — первый правый рукав дельты Невы, берущий начало в полукилометре ниже Литейного моста. Впадает в Елагинский фарватер Невской губы. Среди рукавов Невы является крупнейшим по протяжённости.

## Географические сведения
Длина около 8,5 км. Ширина от 50 до 360 м. Глубина до 8,5 м.
Водность Большой Невки изменяется на протяжении от истока к устью, уменьшаясь по мере ответвления от неё двух рукавов — Малой и Средней Невок. Норма среднегодового расхода воды в истоке Большой Невки — 342 м³/с, после отделения Малой Невки — 176 м³/с, а ниже стрелки Елагина острова — 73 м³/с. Средняя ширина на тех же участках Большой Невки, соответственно, 200, 190 и 80 м. Средняя глубина изменяется от 6,0 до 3,8 м. Скорость течения составляет в среднем 0,24—0,28 м/с.
В 4 километрах от устья Большая Невка принимает воду Чёрной Речки.
Уровенный режим реки Большой Невки ниже стрелки Каменного острова определяется, прежде всего, колебаниями отметок водной поверхности Невской губы. Ординар уровней за летний период в месте впадения Чёрной речки равен 14 см БС.
Большой Невке присвоена высшая категория рыбохозяйственных водных объектов.
Большая Невка отделяет Выборгскую сторону от Петроградской стороны.

## Набережные
Вдоль Большой Невки проложены несколько набережных. По правому берегу — Пироговская (от истока до Малого Сампсониевского проспекта), Выборгская (от Малого Сампсониевского проспекта до набережной Чёрной речки), Ушаковская (от набережной Чёрной речки до улицы Академика Крылова), Приморский проспект (от улицы Академика Крылова до улицы Академика Шиманского), Приморский проспект (от улицы Академика Шиманского до Благовещенской церкви).
По левому — Петроградская (от истока до улицы Чапаева), Аптекарская (от набережной реки Карповки до реки Малой Невки), реки Большой Невки (от Каменноостровского проспекта до реки Средней Невки).

## Достопримечательности
- Мосты через Большую Невку:
  - Сампсониевский мост
  - Гренадерский мост
  - Кантемировский мост
  - Ушаковский мост
  - 3-й Елагин мост
  - Яхтенный мост
- Телебашня
- Крейсер Аврора
- Лопухинский сад с прудом
- Каменноостровский дворец
- Приморский парк Победы
- Ботанический сад БИН РАН
- Дача Головина

## Галерея

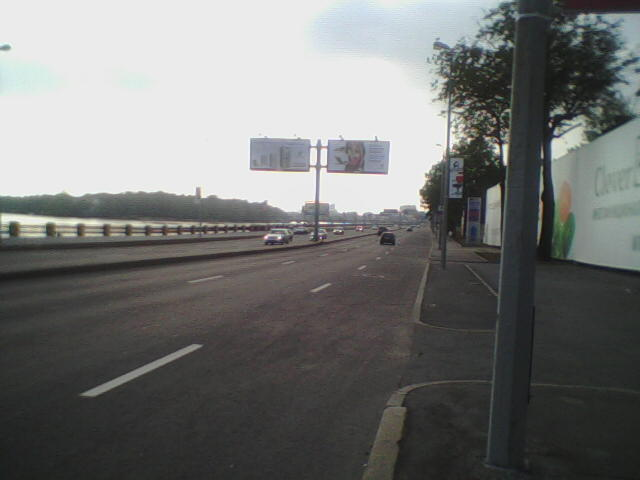
Ушаковская набережная Большой Невки
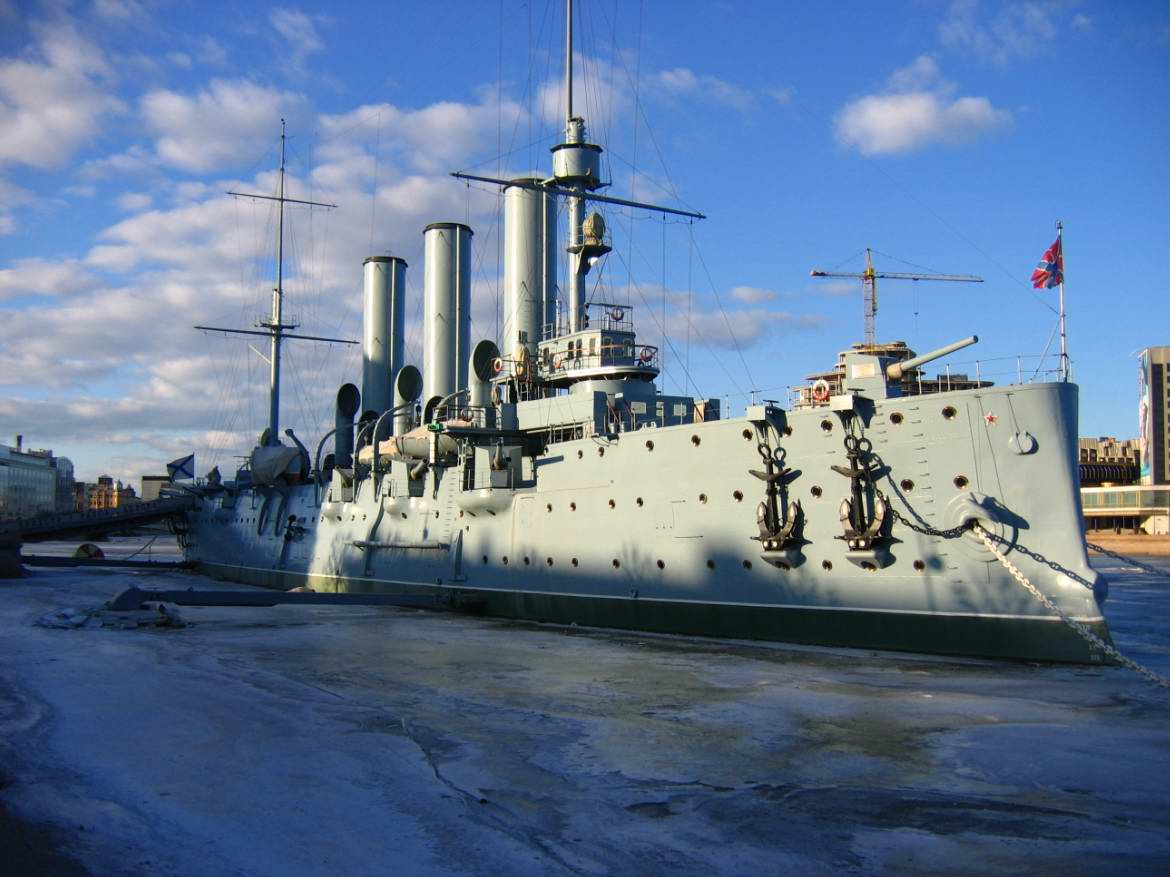
Крейсер «Аврора» в истоке Большой Невки
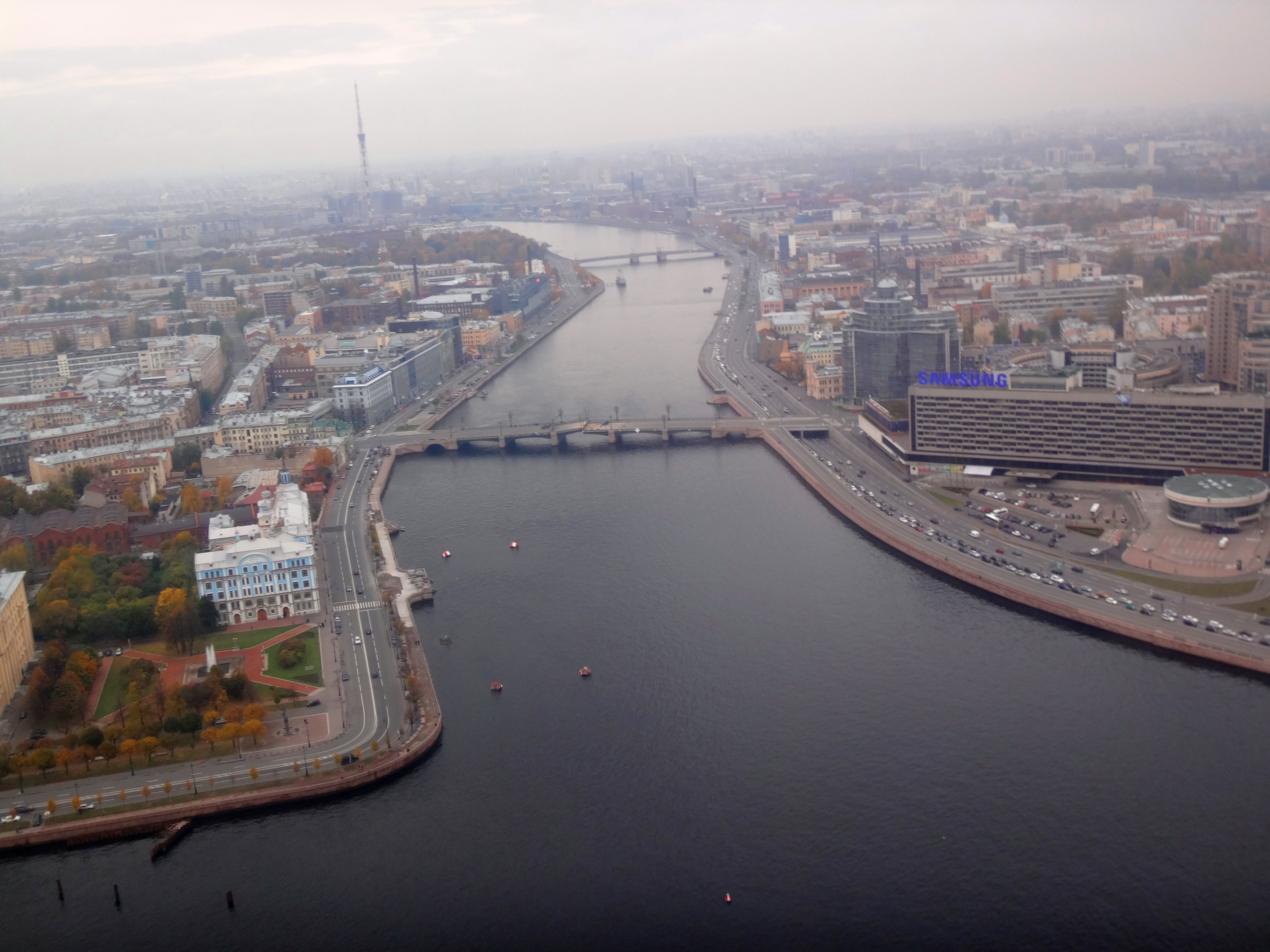
Вид на исток Большой Невки с борта вертолёта. На месте четырёх бонов (слева) стоял крейсер «Аврора» (октябрь 2014 года)
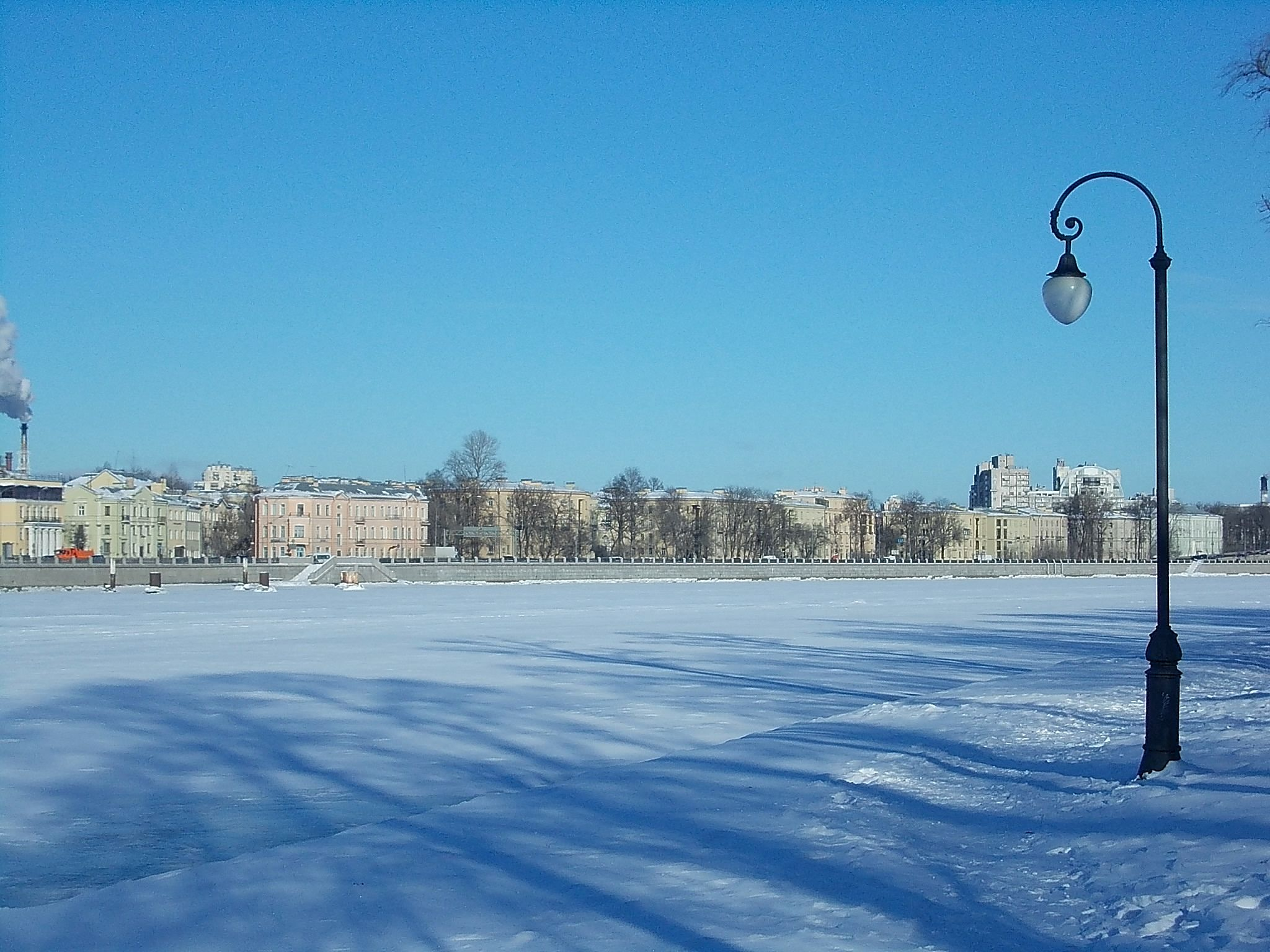
Большая Невка с Каменного острова